# The Rival Stage Lines
The Rival Stage Lines è un cortometraggio muto del 1911 diretto da Francis Boggs.

## Produzione
Il film fu prodotto dalla Selig Polyscope Company.

## Distribuzione
Distribuito dalla General Film Company, il film - un cortometraggio in una bobina - uscì nelle sale cinematografiche statunitensi il 3 ottobre 1911.